# Quercy Petit
De Quercy Petit of de Petit Quercy is een Franse kaas afkomstig van de Quercy (met name het department Lot).
De Quercy Petit is een klein geitenkaasje gemaakt van rauwe geitenmelk. De kaas is goed vergelijkbaar met andere kleine geitenkaasjes, zoals de Rocamadour en de Pélardon. De Quercy Petit wordt na de rijping van zo’n twee weken in bladeren van de braamstruik gewikkeld.